# Potentilla polyphylloides
Potentilla polyphylloides là loài thực vật có hoa trong họ Hoa hồng. Loài này được H. Ikeda & H. Ohba mô tả khoa học đầu tiên năm 2002.